# Otto Röhm (Unternehmer, 1912)
Otto Gustav Hermann Alfred Röhm (* 6. April 1912 in Darmstadt; † 26. September 2004 in Luzern) war ein deutscher Unternehmer.

## Werdegang
Röhm kam als Sohn des Firmengründers Otto Röhm (1876–1939) und der Dresdnerin Elisabeth Soyka (1880–1936) zur Welt. Die Mutter war jüdischer Herkunft. Er studierte Chemie an der Universität Heidelberg, Universität Genf und in Paris und schloss das Studium mit der Promotion ab.
Ab 1937 unterstützte er seinen Vater in der Leitung des 1907 gründeten Chemieunternehmen Röhm & Haas. Nach dem Tod des Vaters 1939 wurde Röhm auf Anweisung des Hessischen Gauleiters Jakob Sprenger aus der Firma verwiesen und zu Zwangsarbeit in einem Salzbergwerk herangezogen.
Nach dem Ende des Zweiten Weltkriegs trat er 1945 wieder in das Chemieunternehmen Röhm & Haas ein und ließ als Vorstand der kaufmännischen Geschäftsleitung das zu 50 Prozent zerstörte Werk in Darmstadt wiederaufbauen.

## Ehrungen
- 1953: Verdienstkreuz (Steckkreuz) der Bundesrepublik Deutschland
- 1969: Großes Verdienstkreuz der Bundesrepublik Deutschland
- 1957: Ehrensenator der TH Darmstadt